# Georges Wivenes
Georges Wivenes, né le 31 décembre 1954 à Luxembourg-Ville (Luxembourg), est un avocat, magistrat et homme politique luxembourgeois, membre du Parti populaire chrétien-social (CSV).
Il obtient une maîtrise en droit, un DEA de droit européen et un diplôme d’études supérieures européennes de l’université Nancy-II. Avocat à partir de 1980 et magistrat à partir de 1982, il est référendaire à la Cour de justice de la Communauté européenne de 1983 à 1997, procureur général d’État adjoint de 2010 à 2016 et membre du parquet de la Cour de justice Benelux de 2010 à 2016.
Georges Wivenes est nommé conseiller d’État, le 1er août 2006, vice-président du Conseil d’État, le 15 novembre 2015 et président du Conseil d’État, le 30 mars 2016, fonction venue à terme le 31 mars 2019.

## Distinctions
- Grand officier de l'ordre de Mérite du grand-duché de Luxembourg[3] (promotion 2011)